# 賽馬會德華公園

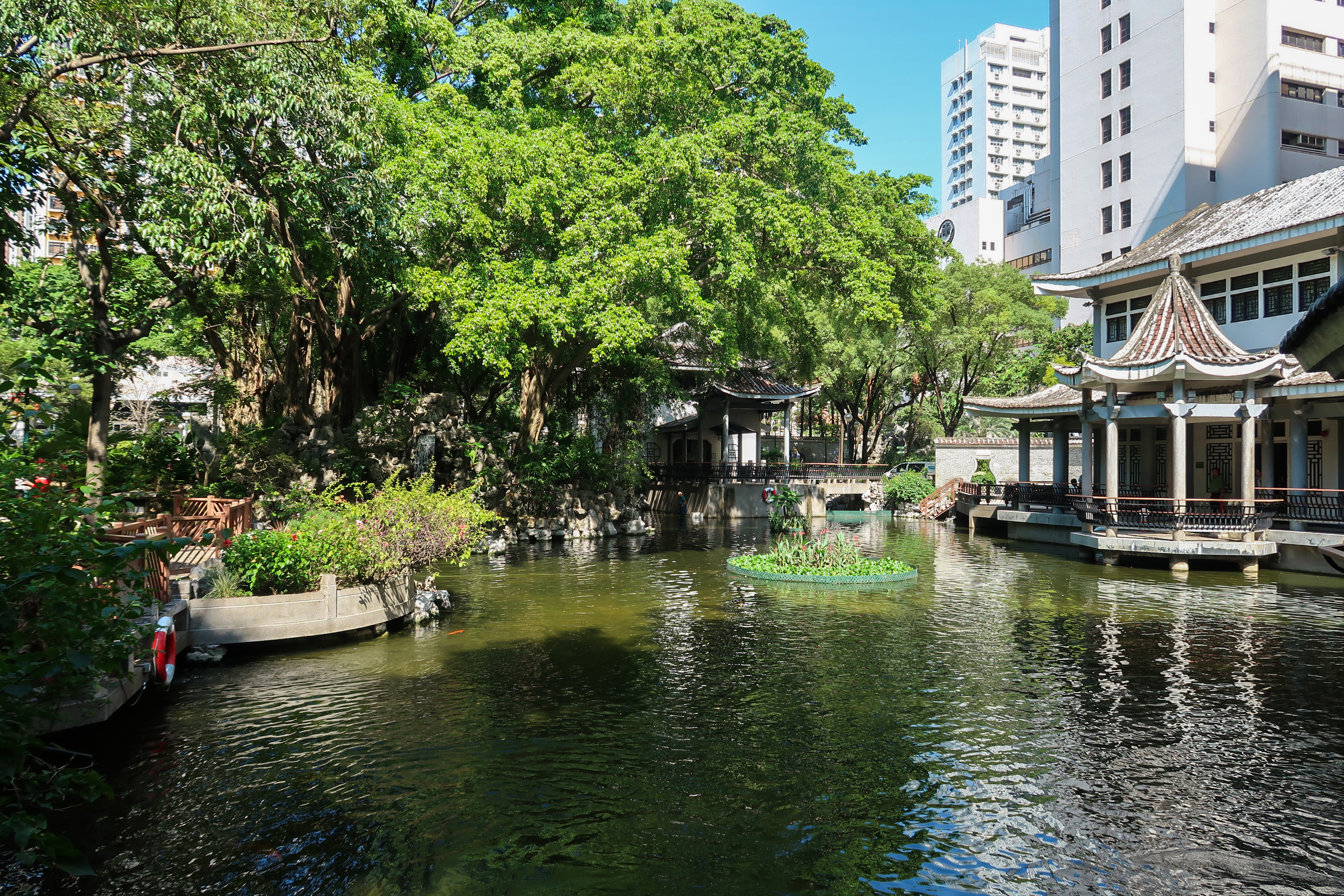
賽馬會德華公園水池

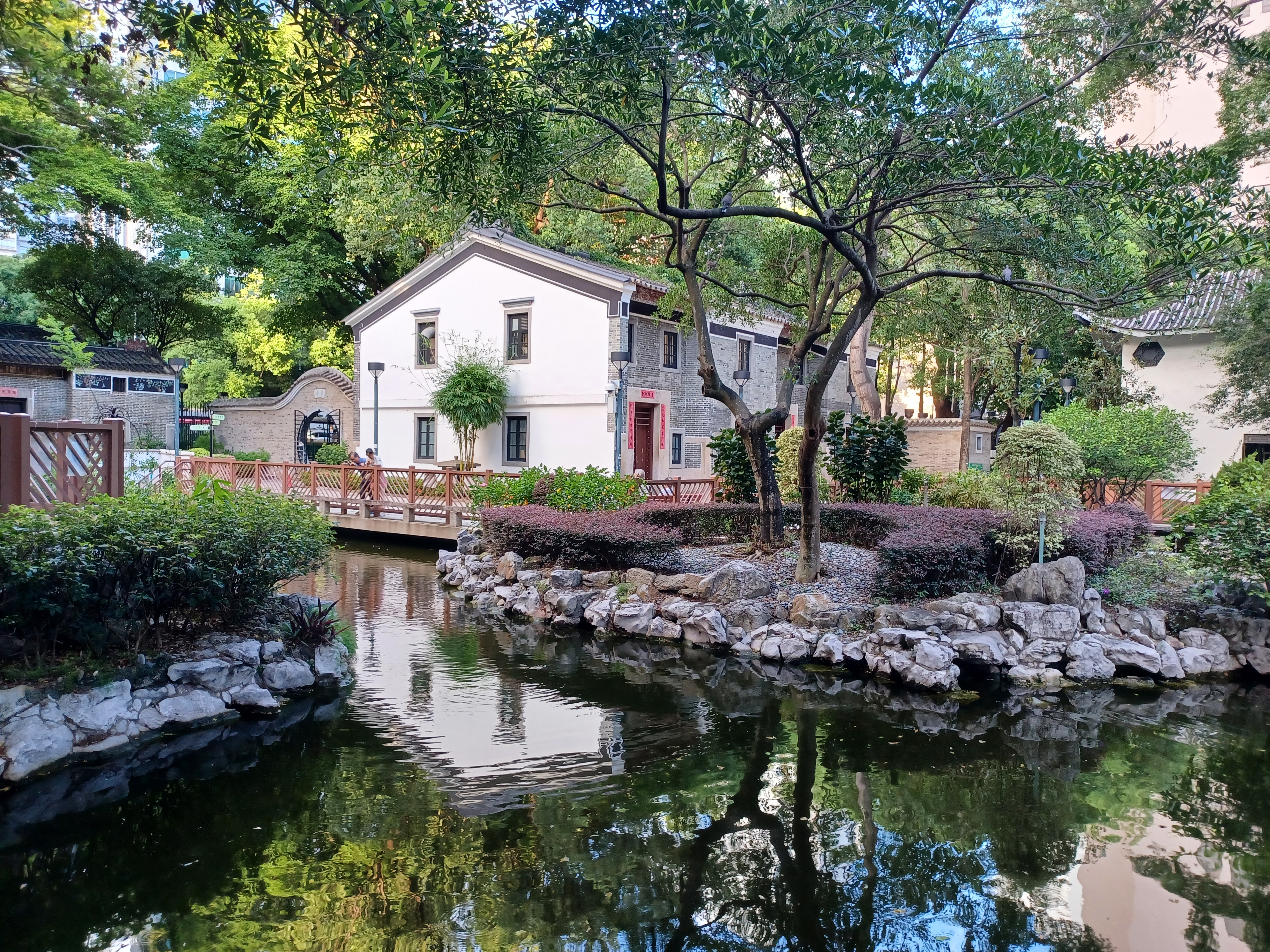
賽馬會德華公園水池

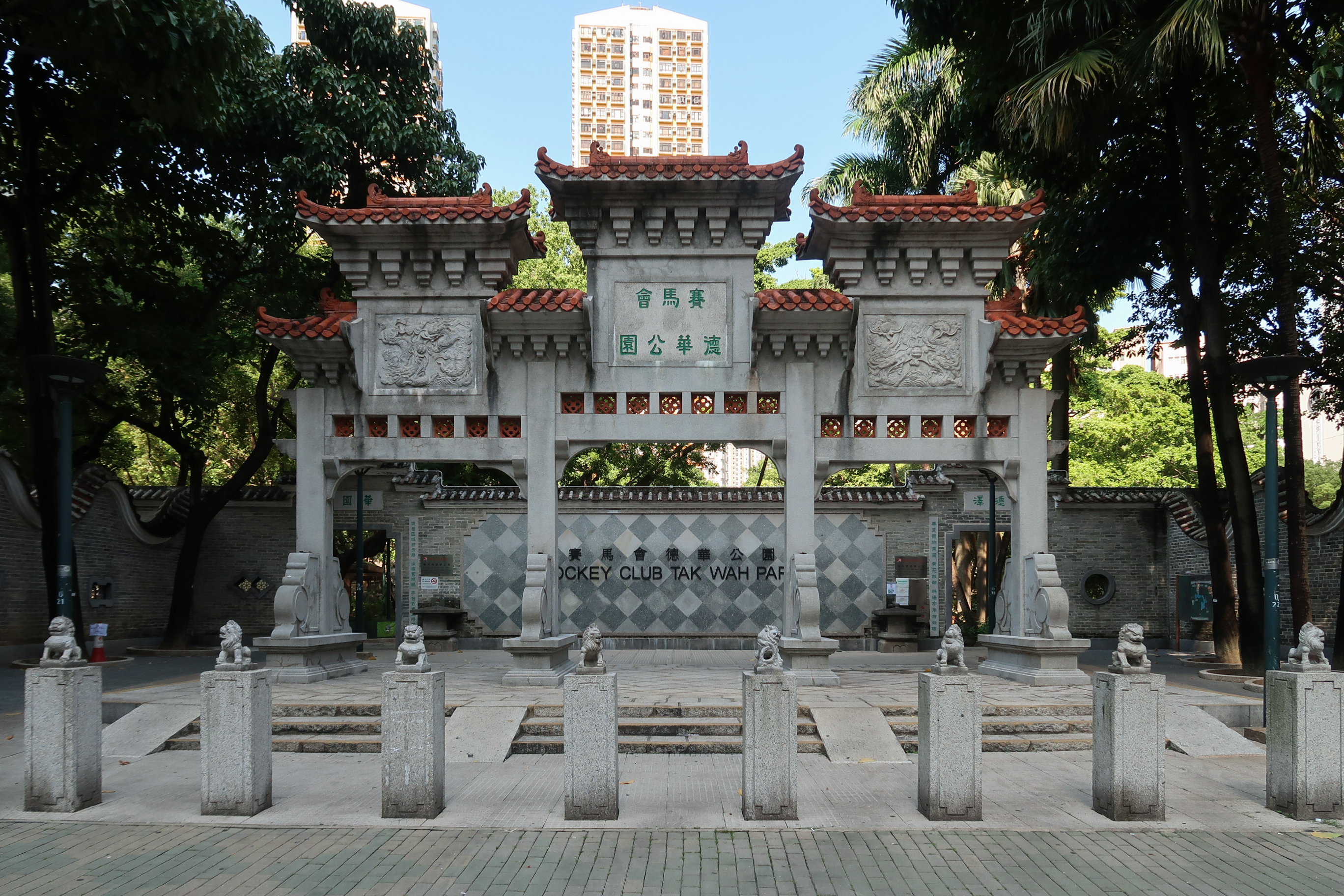
賽馬會德華公園德華街入口

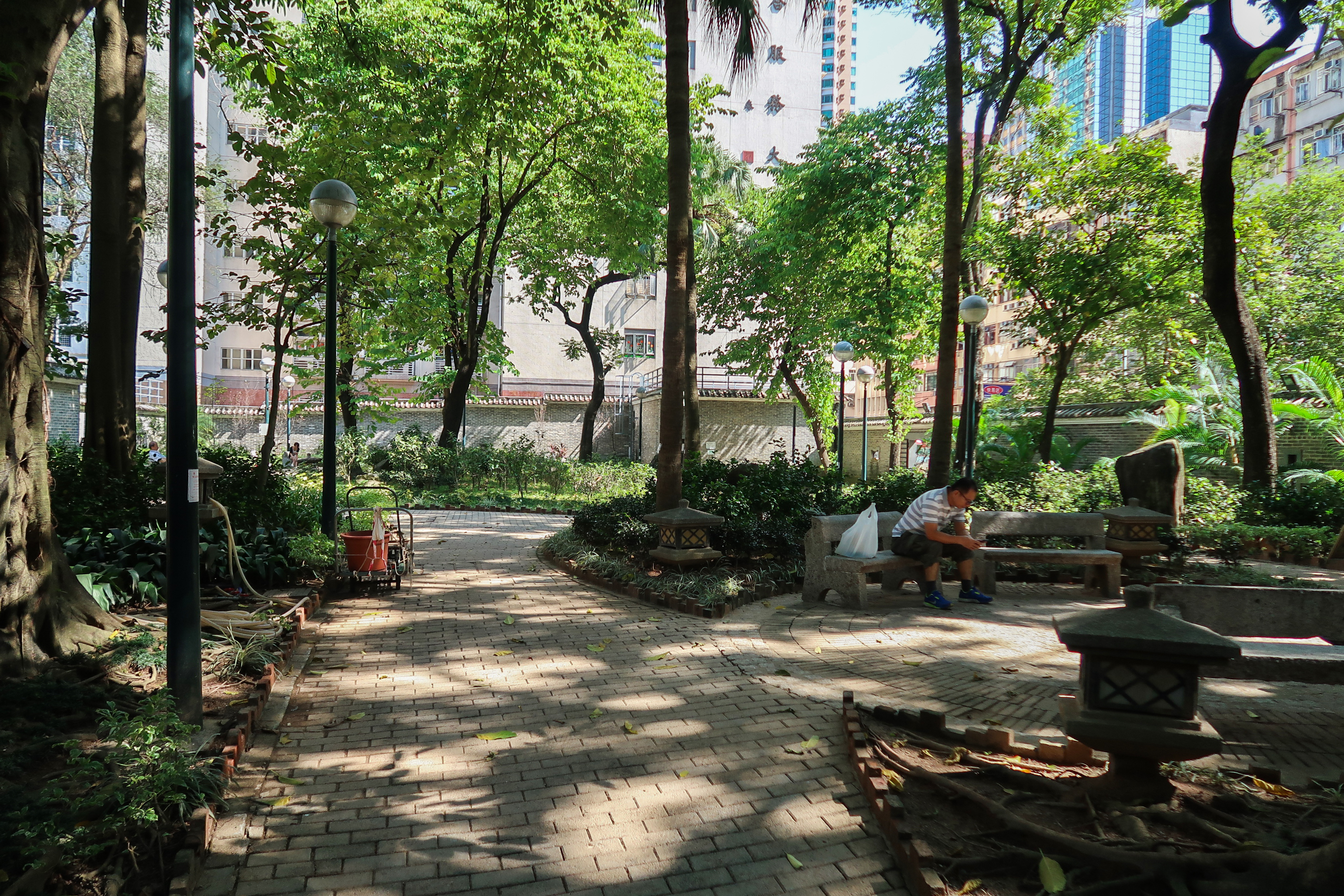
茶花園

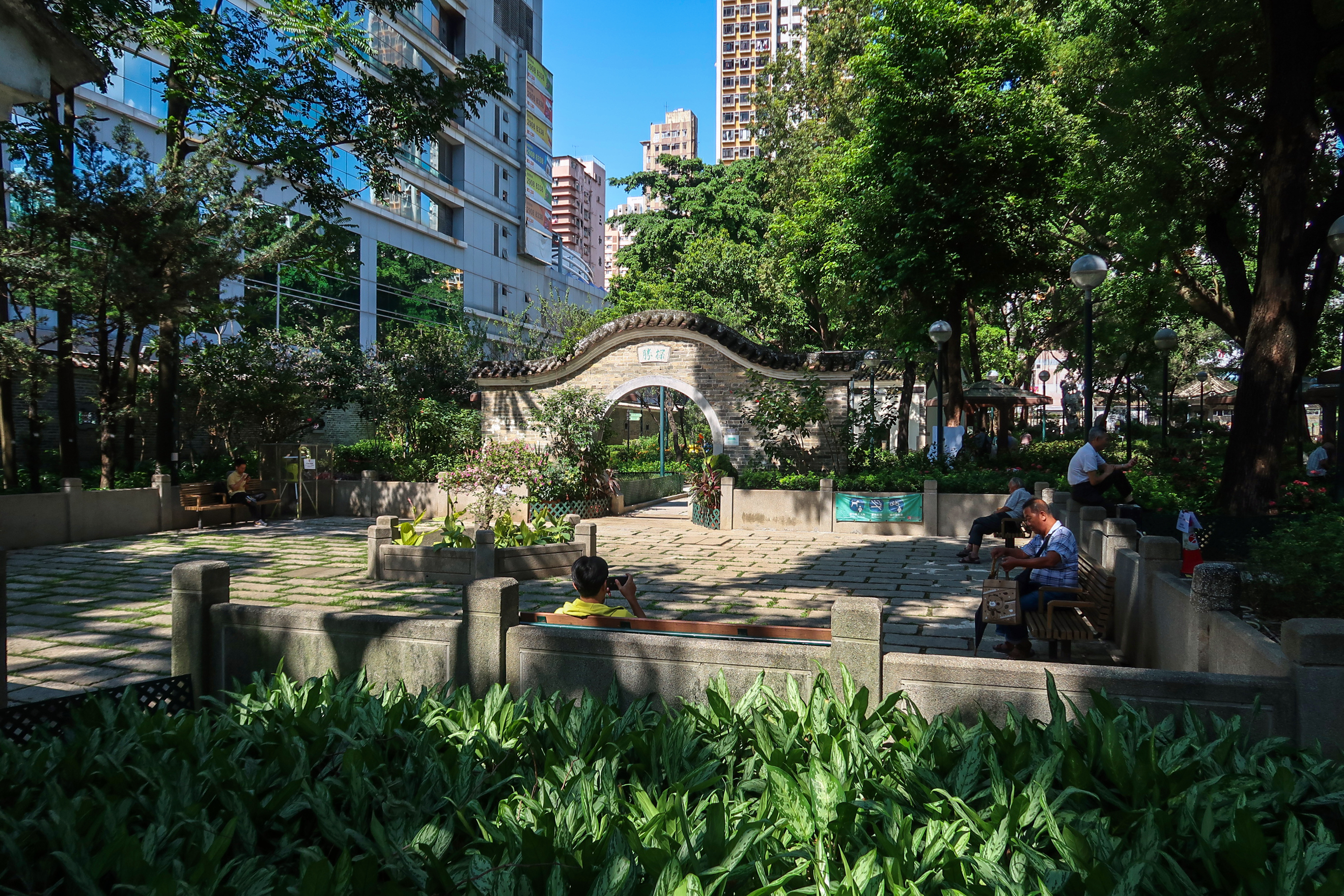
庭園

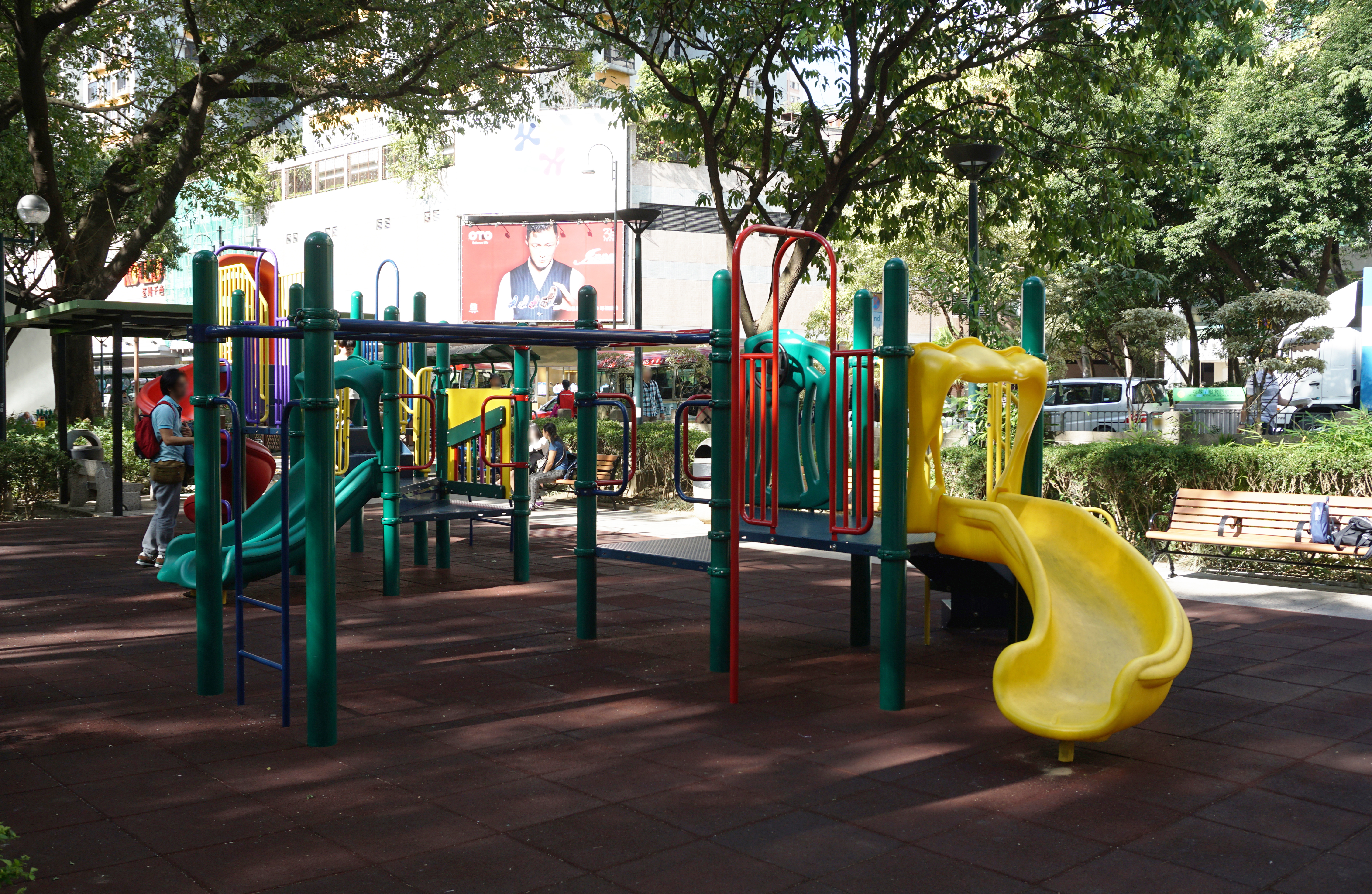
賽馬會德華公園遊樂場

賽馬會德華公園（英語：Jockey Club Tak Wah Park），簡稱德華公園，為香港一座中式園林公園，位於新界荃灣市中心海壩村舊址，佔地約1.63公頃，由香港賽馬會贊助興建，第一期於1989年10月28日竣工，第二期於1995年竣工。賽馬會德華公園由康樂及文化事務署管理，為香港政府推介的拍外景場地，亦都是寶可夢遊戲愛好者「聖地」。

## 海壩村舊址
德華公園舊址為一條村落。公園內由海壩村原址古老村屋改建而成的德華展覽廳及環境資源中心，分別由康樂及文化事務署及環境保護署管理。由一所建於1904年的海坝村舊民宅改建而成，樓高兩層，以夯土、青磚、青瓦和杉木建造而成，面積約佔400平方米，1986年由古物古蹟辦事處宣布為香港法定古蹟。位於樓下的展覽廳在關閉以前展示新界傳統私塾教育演變至鄉村學校的歷程資料；環境資源中心於1997年開辦，由政府與私人團體（最初為長春社，自2000年起為綠色力量）合辦，改建經費由「吳氏會德豐環保基金」和「環境及自然保育基金」分擔，內有圖書館、電腦室、視聽室、展覽區及一個仿建的廚房等，但已於2016年2月起關閉。
公園內尚有一座義璋陳公祠，建於光緒二年（1876年），為紀念陳氏廿七世祖陳義璋而建，陳氏祖籍廣東寶安縣（今深圳市寶安區）沙井后亭村，於乾隆年間率領族人移居荃灣。祠堂曾於宣統元年（1909年）重修，近期則於2005年進行大規模復修工程。

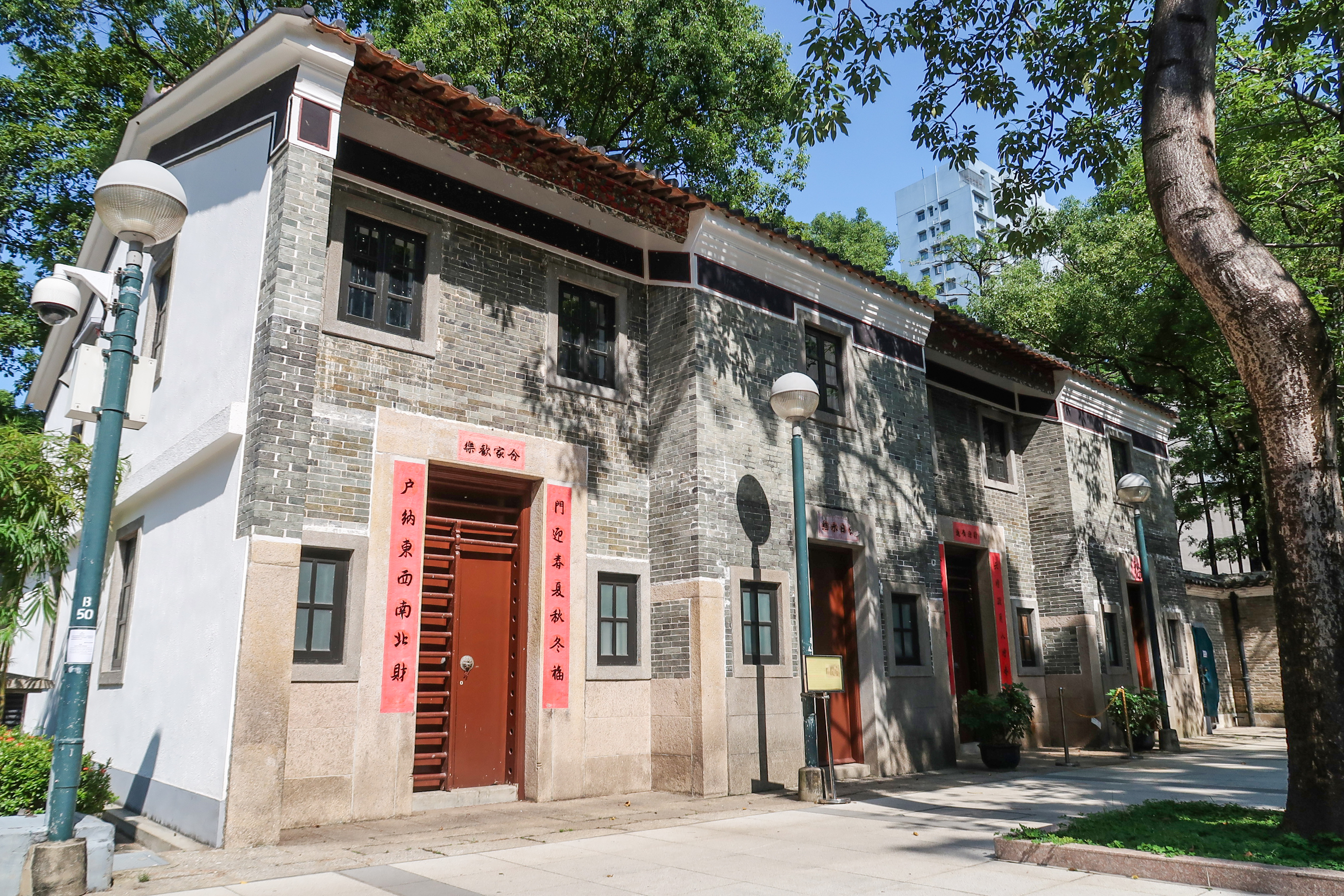
海壩村民宅
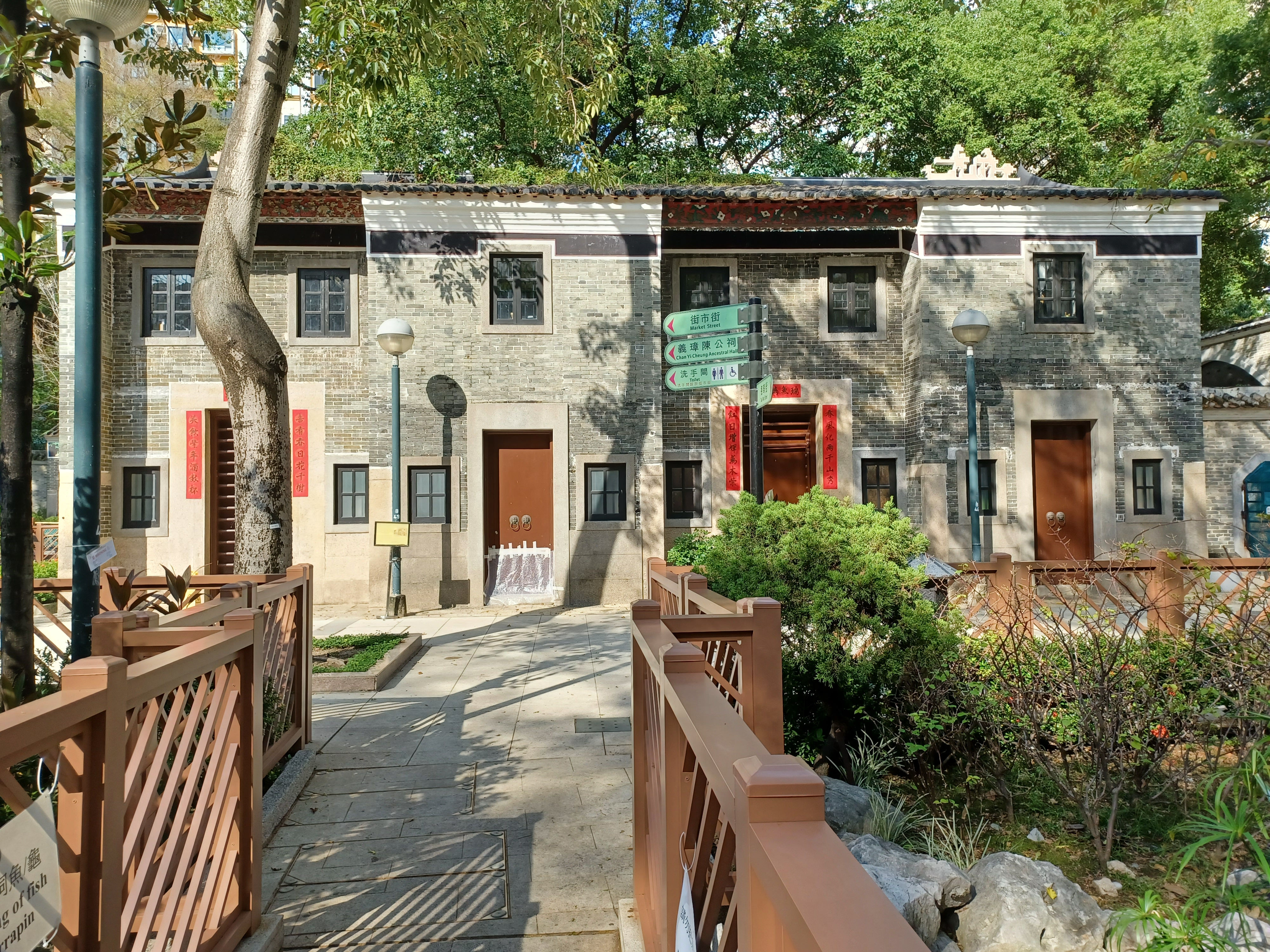
海壩村民宅（2021年）
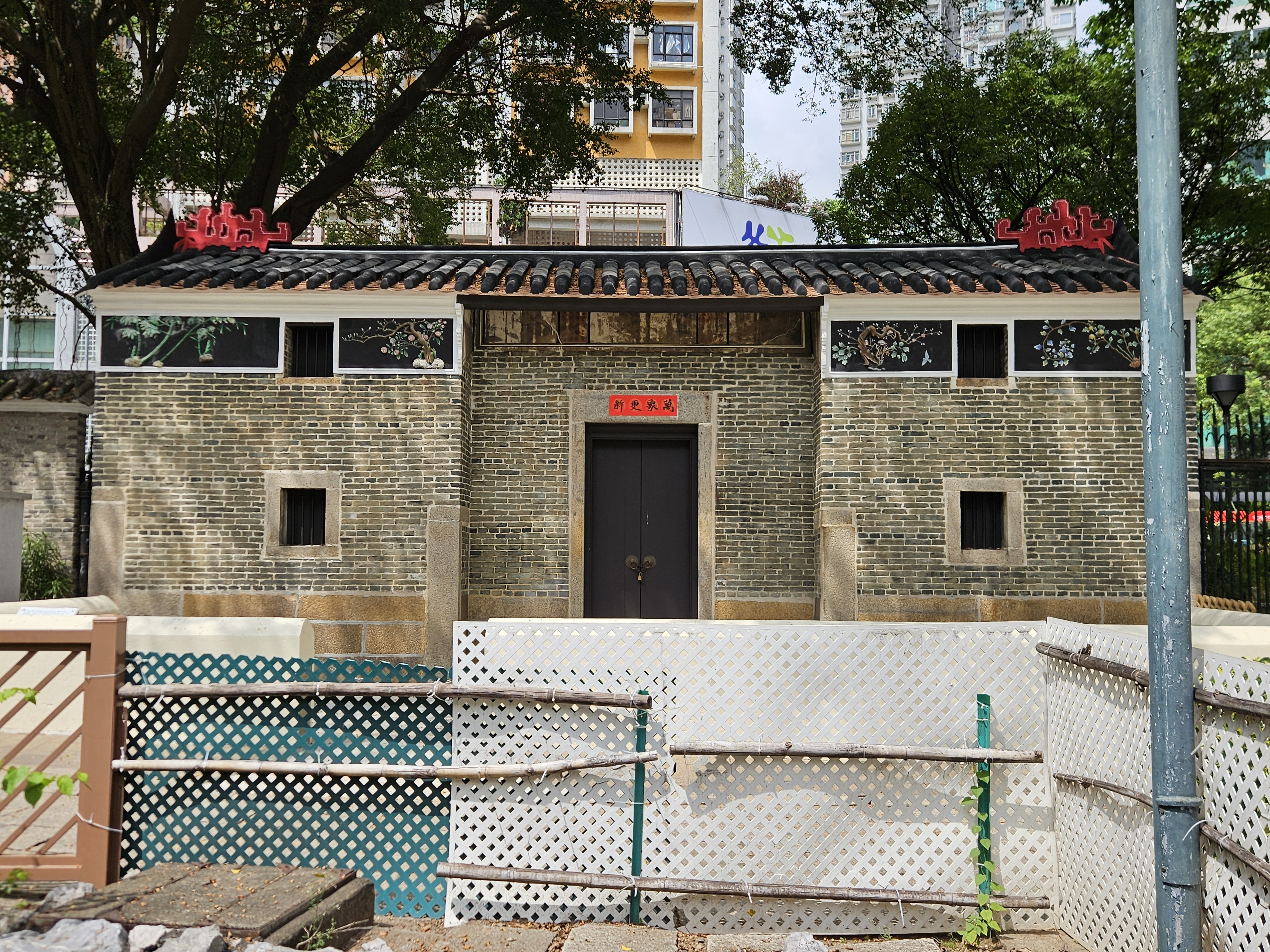
義璋陳公祠
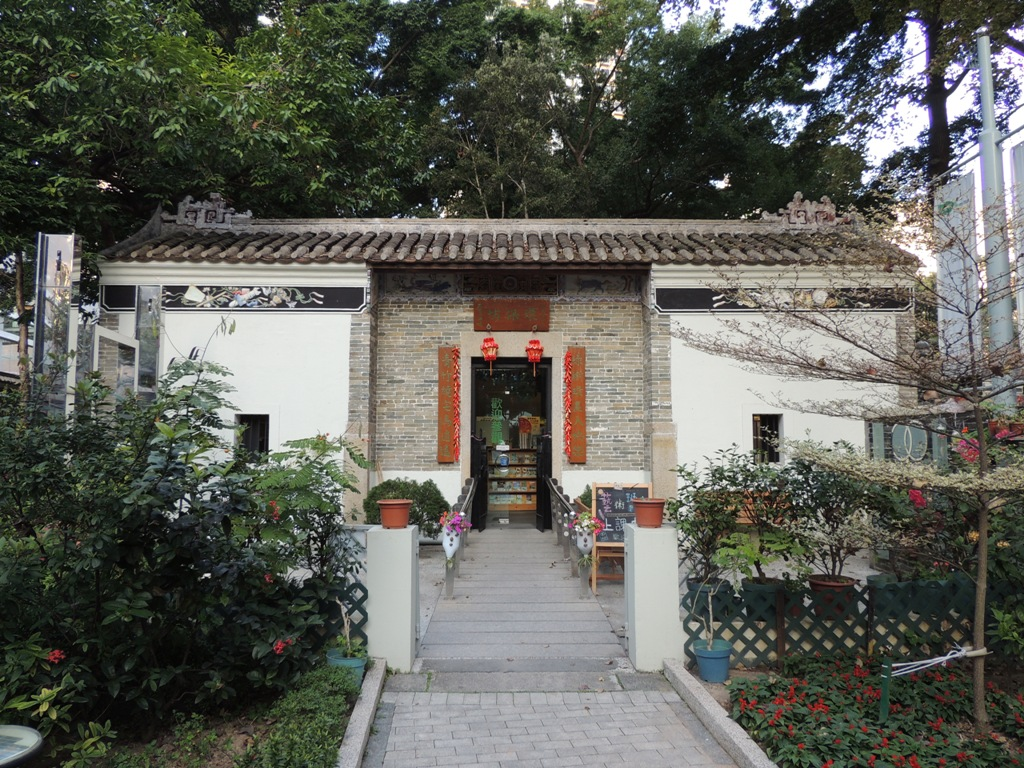
荃灣環境資源中心
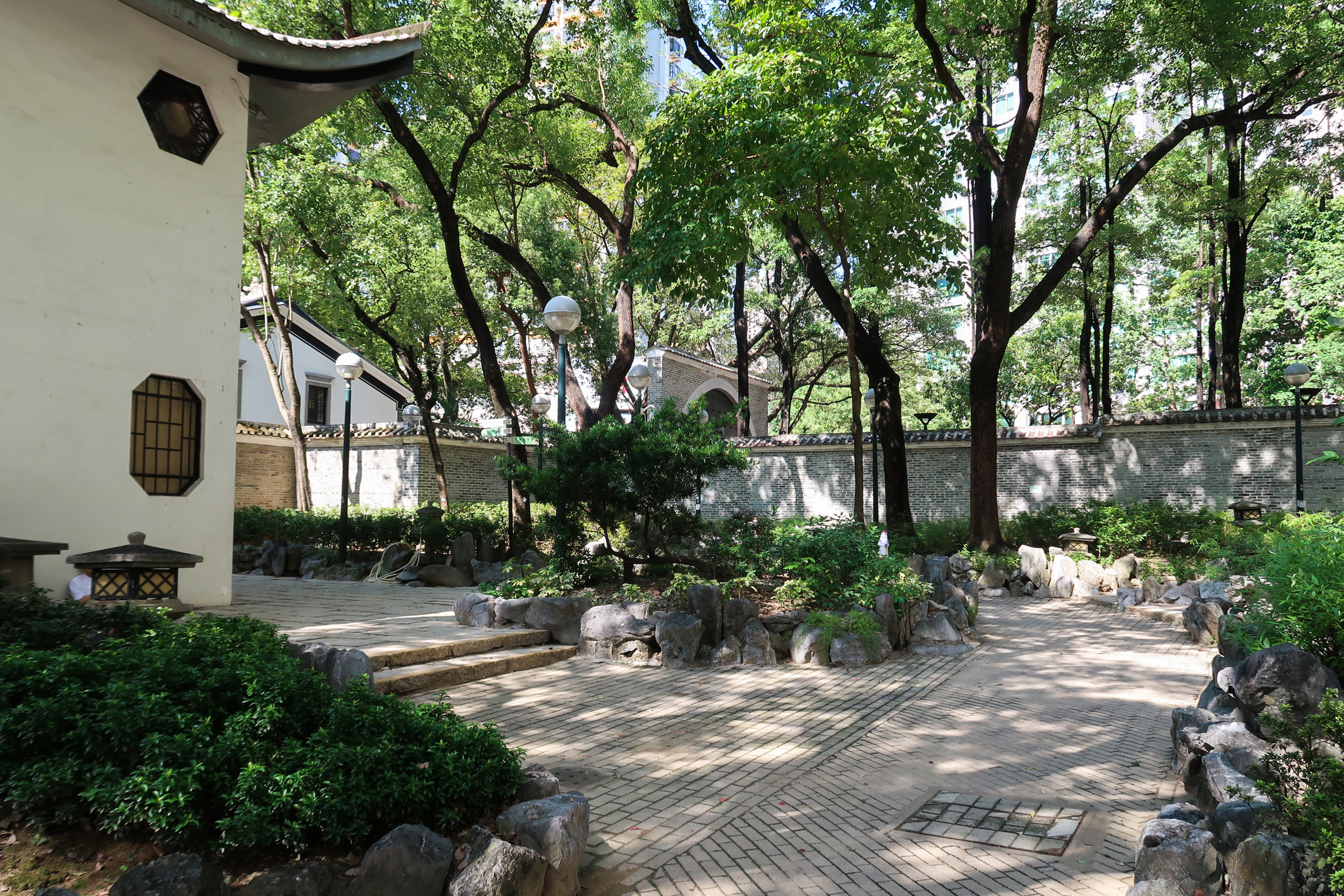
石景花園
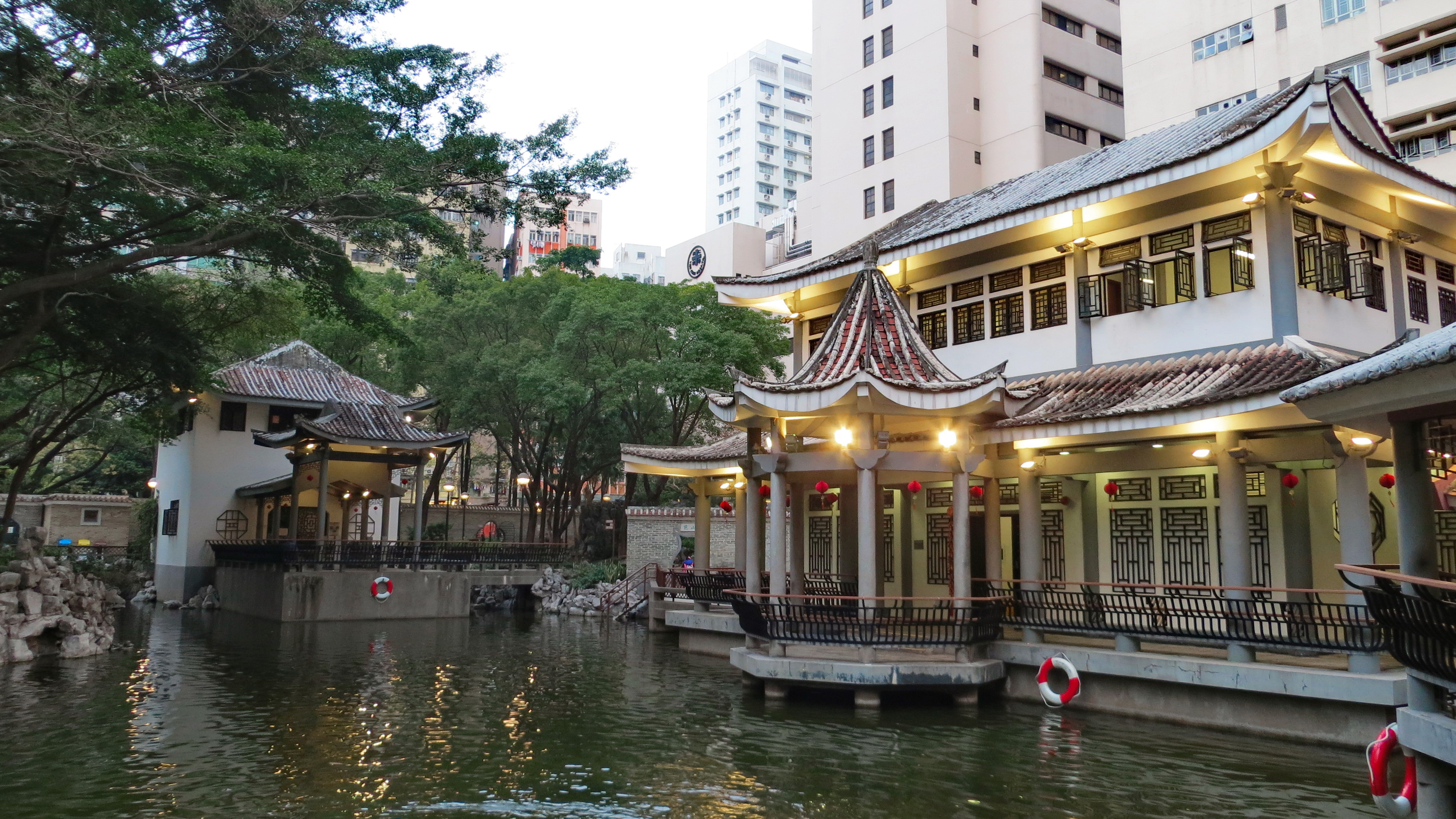
黃昏下的賽馬會德華公園
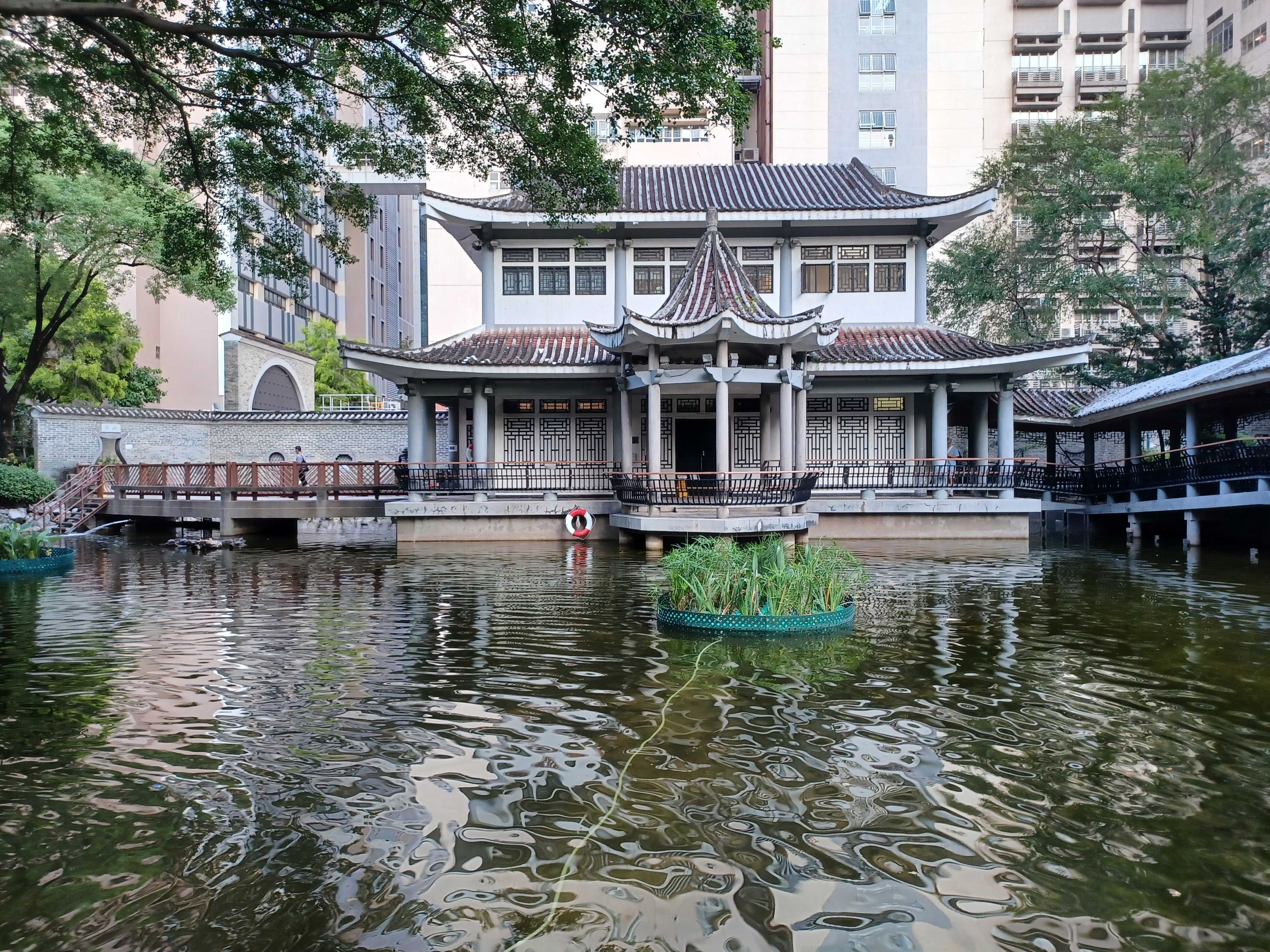
黃昏下的賽馬會德華公園
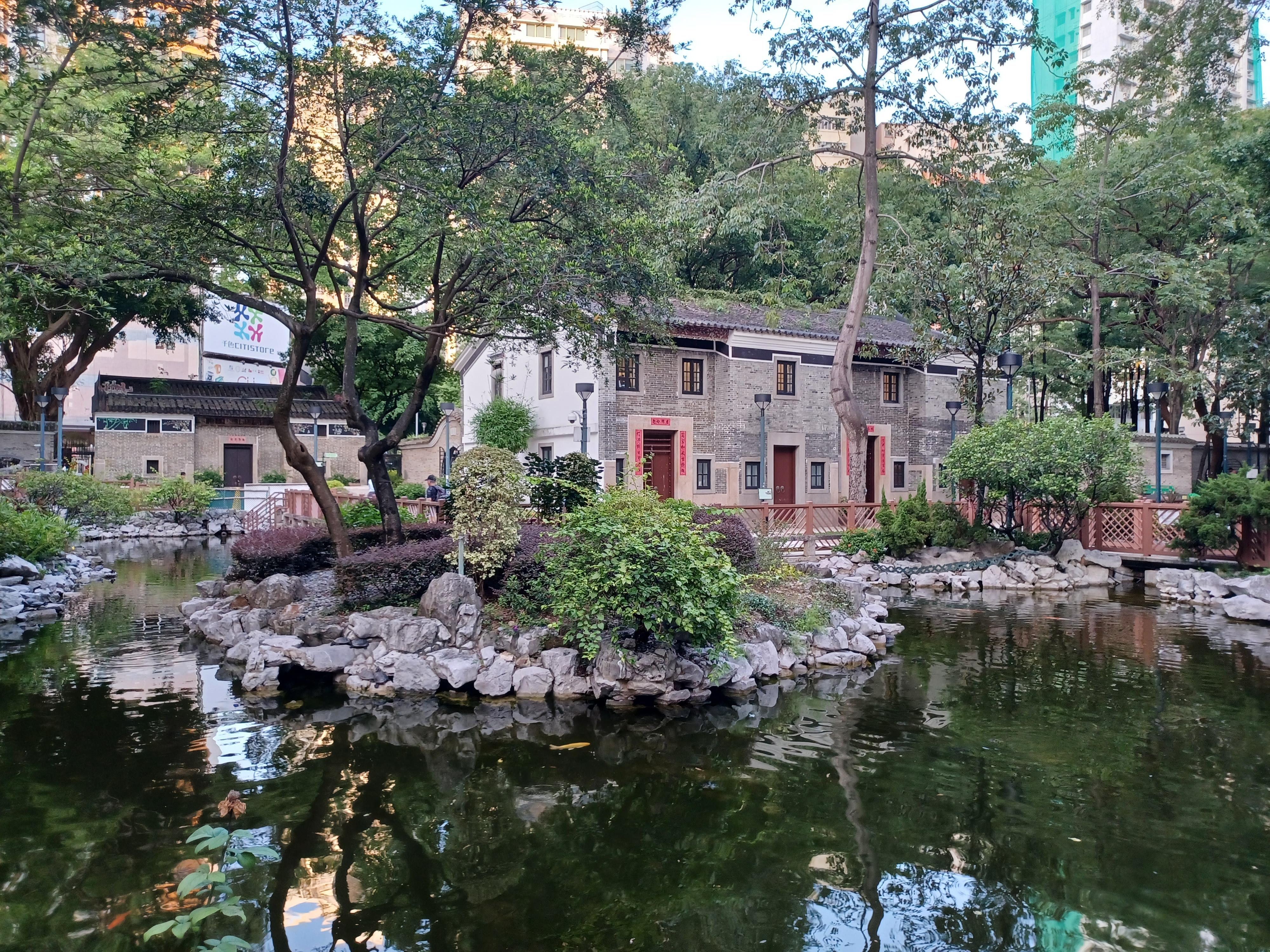
黃昏下的賽馬會德華公園
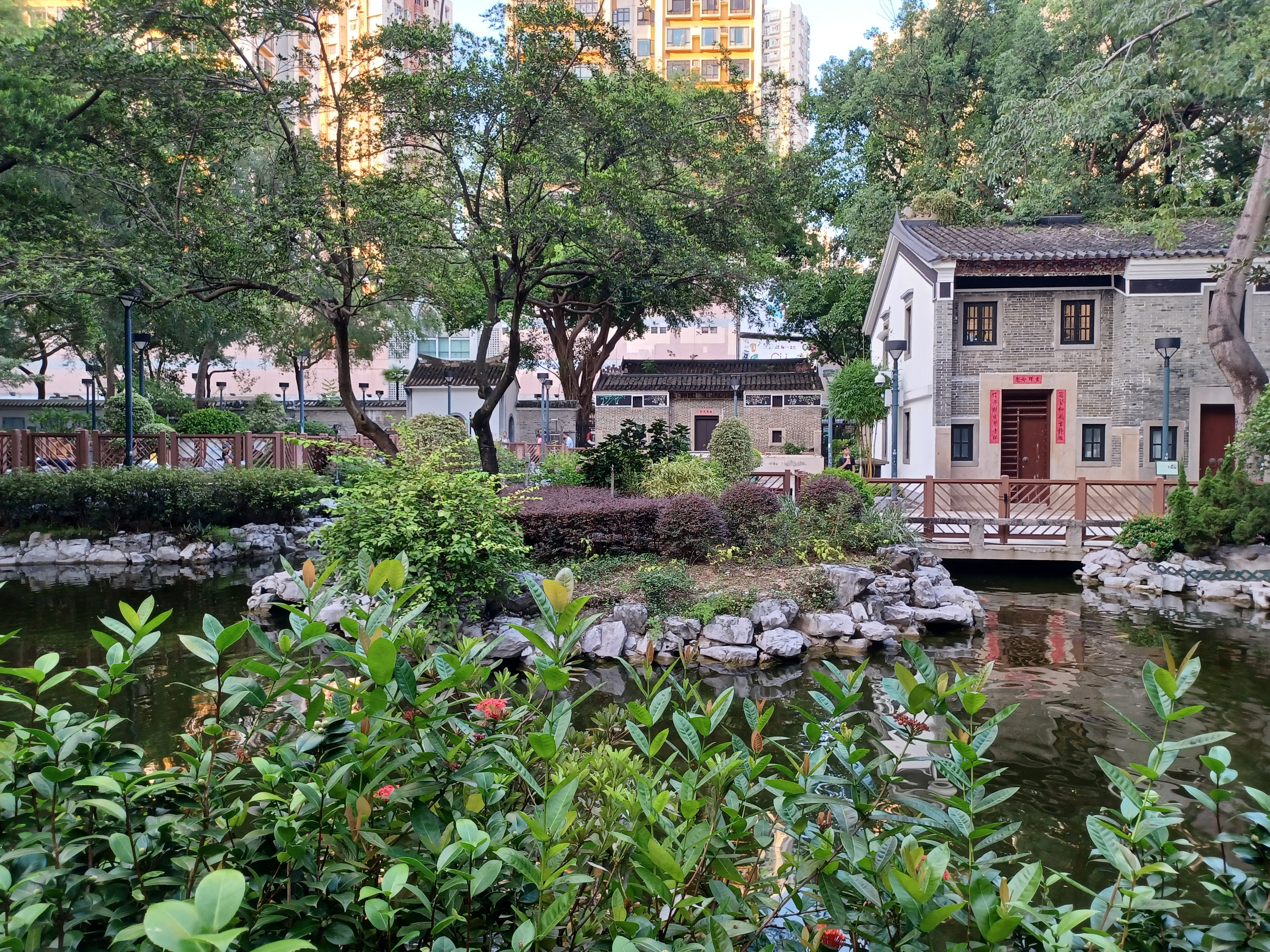
黃昏下的賽馬會德華公園

## 設施

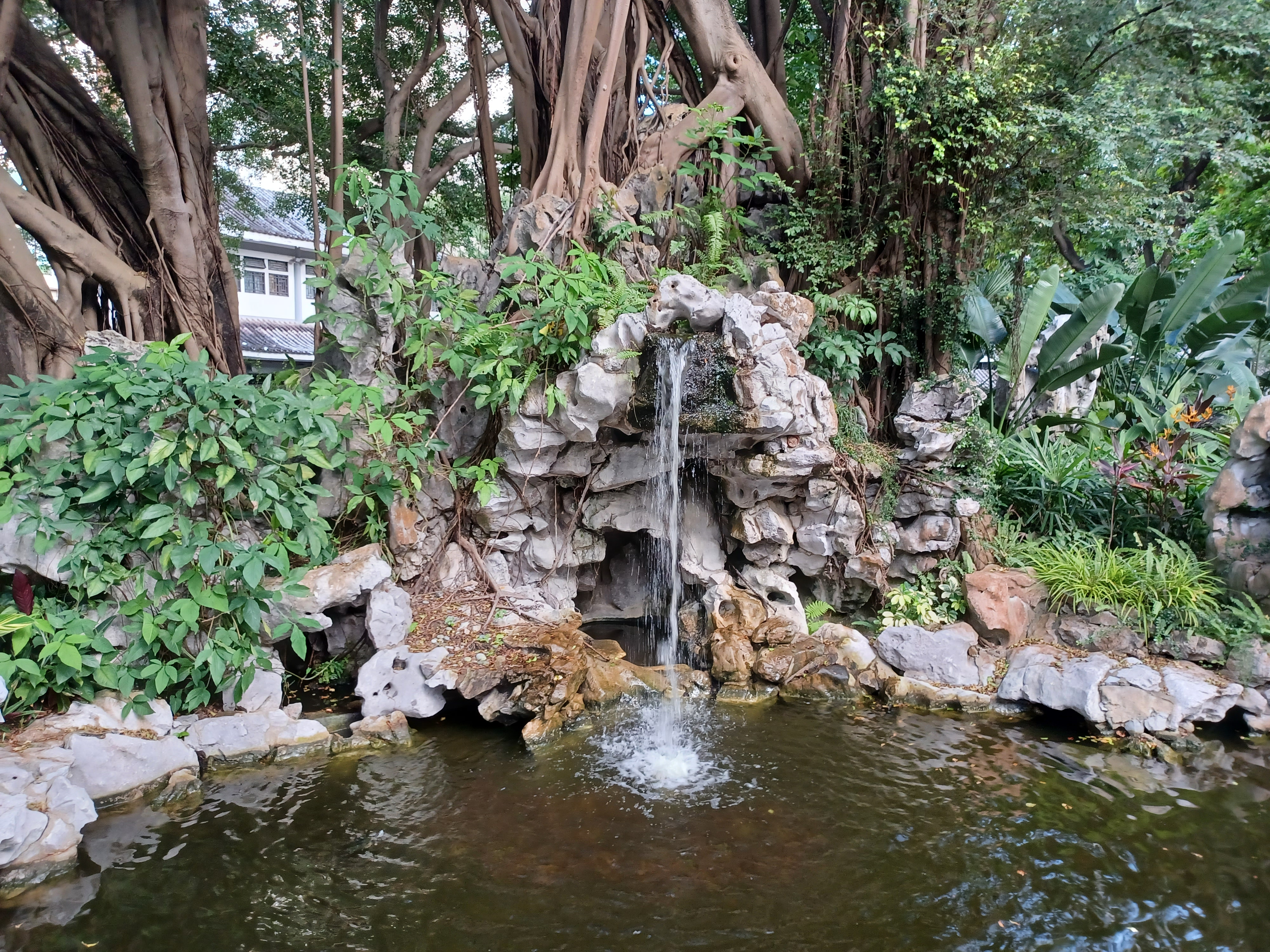
賽馬會德華公園流水

園內有名為「茶花園」的主題花園，另設有錦鯉魚池、小拱橋、溪流水、九曲橋、蓮花池、涼亭及公共廁所等。

## 事件
2005年11月9日，一名男子手持開山刀狂斬另一男子至重傷，兇徒事後逃去，傷者經送院終告不治。
2009年9月，德華公園的水池出現福鱷吃池中生物。
2014年3月15日 荃灣老翁被搶萬元警拘一人。事發於早上9時許，一名74歲男子被人搶走1萬元。事主在德華街公園對開拿出1萬元，準備在一個棋局下注時，突然被圍觀的三名匪徒搶去，警方接報到場，在德海街截獲其中一名51歲匪徒。

## 鄰近
德華街、荃灣街市、荃灣城市廣場、仁濟醫院、悅來酒店、關門口街、眾安街、沙咀道及三棟屋博物館等。